# DXC Technology
DXC Technology – globalne przedsiębiorstwo technologiczne z siedzibą w Tysons Corner w Wirginii. DXC świadczy usługi informatyczne i konsultingowe dla klientów korporacyjnych. Firma działa w ponad 70 krajach i prowadzi działalność na Giełdzie Papierów Wartościowych w Nowym Jorku pod symbolem „DXC” i stanowi część składową indeksu S&P 500. DXC Technology zostało utworzone przez połączenie Computer Sciences Corporation (CSC) oraz działu Enterprise Services z Hewlett Packard Enterprise (HPE). Połączenie zostało zakończone 3 kwietnia 2017 r. DXC jest firmą świadczącą pełny zakres usług IT o oczekiwanych rocznych przychodach w wysokości 25 miliardów USD. Firma posiada 6 tys. klientów w ponad 70 krajach. DXC w nazwie firmy nie jest skrótem, ale nawiązuje do cyfrowej transformacji.